# Ванинская епархия
Ва́нинская епа́рхия — епархия Русской православной церкви, объединяющая приходы в южной части Хабаровского края (в границах Бикинского, Ванинского, Вяземского, имени Лазо, Нанайского и Советско-Гаванского районов). Входит в состав Приамурской митрополии.

## История
Образована решением Священного синода Русской православной церкви 21 октября 2016 года на территории, выделенной из состава Хабаровской и Амурской епархий. Правящему архиерею определено иметь титул «Ванинский и Переяславский». Епархия включена в состав Приамурской митрополии.
В посёлке Ванино планируется строительство кафедрального собора и епархиального управления.
24 марта 2022 года решением Священного Синода Ульчский район Хабаровского края передан в новую Николаевскую-на-Амуре епархию.

## Епископы
- 30 октября 2016 — 14 июля 2018 — Савватий (Перепёлкин)
- с 14 июля 2018 — Аристарх (Яцурин)

## Благочиния
С 24 марта 2022 года епархия разделена на 4 церковных округа (По состоянию на октябрь 2022 года[значимость факта?]):
- Восточное благочиние (Советско-Гаванский и Ванинский районы)
- Нанайское благочиние (Нанайский район)
- Центральное благочиние (район им. Лазо)
- Южное благочиние (Вяземский и Бикинский районы)